# Kijkuit (De Haan)
Kijkuit is een natuurgebied dat zich bevindt ten westen van de West-Vlaamse plaats De Haan-Centrum.
Het betreft een duingebied van 8 ha dat het oudste duingebied is dat eigendom is van Natuurpunt. Er zijn diverse stadia van duinvorm te vinden: Helmduinen, mosduinen, duinstruweel en de aanvang van een duinbos. Duinviooltje, duindoorn en cipreswolfsmelk zijn enkele van de kenmerkende plantensoorten. Ook is het gebied rijk aan vogels.
De Kijkuit is slechts toegankelijk bij geleide wandelingen.